# Дымарь
Дыма́рь — устройство для подкуривания пчёл дымом с целью их усмирения.
В закрытых пчелопавильонах, чтобы не работать в задымлённом помещении, пчеловоды иногда ограничиваются распылением воды при помощи пульверизатора.

## Устройство
Основу дымаря составляет металлический корпус цилиндрической формы с конусообразной крышкой, к которому прикреплены меха. В корпус вставляется металлический стакан с решётчатым дном (не во всех моделях), причём между дном стакана и дном корпуса есть пространство для пепла. В стакан укладываются материалы, образующие при тлении густой дым (подгнившая древесина, высохший конский навоз). Просто сухая древесина может давать дым с искрами, поэтому выбор большинства пчеловодов — гнилушка ветлы. Меха дымаря изготавливаются из двух пластин, обтянутых плотным материалом (чаще кожзаменителем) и соединённых шарниром. Пластины мехов изготавливают из дерева, реже из металла (таким дымарём неудобно пользоваться, потому что пластины нагреваются из-за теплопроводности металла). В нижней части корпуса дымаря и мехов имеются соосные отверстия, через которые воздух из мехов поступает в корпус.
После работы дымарь очищают.

## Действие дыма на пчёл
Усмиряющее действие дыма на пчёл было известно людям с древних времён, однако научное объяснение этому было найдено только в XX веке[уточнить]. Кроме того, при задымлении пчёлы наполняют зобики мёдом (чтобы, если случился пожар, покинуть улей с запасом мёда) — в таком состоянии пчела не может жалить, потому что не может согнуть наполненное брюшко под нужным углом.